# Aldako
Aldako es el nombre de una variedad cultivar de manzano (Malus domestica). Esta manzana está cultivada en diversos viveros entre ellos algunos dedicados a conservación de árboles frutales en peligro de desaparición.
La manzana 'Aldako' es originaria de Guipúzcoa, y actualmente se cultiva debido a su sabor soso ácido para elaboraciones culinarias, y muy apreciada sobre todo en la elaboración de sidra.

## Sinónimos
- "Manzana Aldako",
- "Aldako-Sagarra".[6][7][8][6]

## Historia
'Ale Haundi' es una variedad de manzana cultivada en el País Vasco, está considerada incluida en las variedades locales autóctonas muy antiguas, cuyo cultivo se centraba en comarcas muy definidas. Se caracterizaban por su buena adaptación a sus ecosistemas y podrían tener interés genético en virtud de su adaptación. Estas se podían clasificar en dos subgrupos: de mesa o de cocina, y de sidra (aunque algunas tenían aptitud mixta). Es apreciada en cocina por su sabor soso ácido, y muy importante en la elaboración de sidra en el país vasco por su sabor soso ácido.
'Aldako' es una variedad mixta, clasificada como muy buena en la elaboración de sidra, también se utiliza en la cocina por su sabor soso ácido; difundido su cultivo en el pasado por los viveros comerciales y cuyo cultivo en la actualidad se ha reducido a huertos familiares. Su nombre puede provenir del caserío "Aldako" de Oyarzun. Variedad abundante en Guipúzcoa, siendo una excelente variedad para elaboración de sidra.

## Características
El manzano de la variedad 'Aldako' tiene un vigor alto, es árbol de mediana producción; florece a finales de abril; tubo del cáliz en forma de embudo corto, y con los estambres situados en su mitad.
La variedad de manzana 'Aldako' tiene un fruto de tamaño más bien grande; forma redondeada, con ligera asimetría; piel gruesa dura y lisa; con color de fondo verde, siendo el color del sobre color mitad verde amarillento, mitad rojo, con punteado amarillo, importancia del sobre color alto, presenta numerosas lenticelas minúsculas sonrrosadas, sensibilidad al "ruginoso/"russetting" (pardeamiento áspero superficial que presentan algunas variedades) medio;pedúnculo de tamaño corto, duro, anchura de la cavidad peduncular media, profundidad de la cavidad pedúncular es profunda; calicina medio y semicerrado, profundidad de la cav. calicina poco profunda, de anchura media; sépalos triangulares en la base apretados.
Carne de color blanca amarillenta con ligeros nervios verdes, con textura blanda, más bien de poco zumo, poco aroma; el sabor característico de la variedad, soso ácido; corazón de tamaño medio, desplazado. Eje abierto. Cavidades casi imperceptibles. Semillas aristadas, puntiagudas, de tamaño medio, color marrón claro uniforme.
La manzana 'Ale Haundi' tiene una época de recolección a mediados de otoño, madura en octubre, no se conserva bien. Tiene uso mixto pues se usa como manzana para uso fresco en mesa, y también sobre todo como manzana para la elaboración de sidra, como manzana sidrera es una variedad agridulce conocida y estimada entre los sidreros.